# Trichobius johnsonae
Trichobius johnsonae är en tvåvingeart som beskrevs av Wenzel 1966. Trichobius johnsonae ingår i släktet Trichobius och familjen lusflugor. Inga underarter finns listade i Catalogue of Life.